# De intrige
De intrige is een schilderij van de Belgische kunstenaar James Ensor uit 1890. Als schilder van bizarre, groteske scènes is Ensor een pionier van de moderne kunst. Het werk behoort tot de maskerperiode van de kunstenaar en maakt deel uit van de collectie van het Koninklijk Museum voor Schone Kunsten Antwerpen.

## Beschrijving
Vanaf 1887 worden maskers een handelsmerk in het oeuvre van de kunstenaar. De maskers onthullen het ware gelaat van de personages in plaats van ze te verbergen. Dit schilderij toont een groep van 11 figuren. In het midden staat een koppel. De vrouw heeft bloemen op haar hoed en een boeketje in de hand. De man draagt een hoge hoed en duikt weg in zijn jas. Het koppel is omringd door sinistere maskers. Zowel de vrouw als een figuur in het rood onderaan het werk, wijzen de man aan. De figuur in het rood draagt op haar schouders een pop die wel een dood kind lijkt. Rechts is er een skelet dat een strooien hoedje draagt en onderaan duikt een profiel op dat van een indiaan zou kunnen zijn.
De monumentaliteit van het tafereel wordt benadrukt door de beperkte ruimte tussen de hoofden van de figuren en de rand van het schilderij bovenaan. De achtergrond toont een afwisselende grijsblauwe en witte wolkenhemel. Ensor maakt gebruik van ongebroken kleurvlakken. Rood en groen vormen herhaaldelijk een in het oog springend expressief en complementair contrast.

## Autobiografisch
Sommige Ensorkenners geloven dat de meeste werken van Ensor een autobiografische kern hebben. Daarom brengen zij dit schilderij wel eens in verband met het mislukte huwelijk van Ensors jongere zus Mariette of Mitche met de Chinese handelaar Taen Hee Tseu. Het schilderij dateert echter van 1890, twee jaar voor het huwelijk van zijn zus plaatsvond.